# Дворовые люди (придворные)
Дворовые люди — лица, составлявшие в древней Руси придворный штат русских князей, великих и удельных, сильно разросшийся при московских великих князьях и достигший наивысшего расцвета при «государе, царе и великом князе московском и всея Русии»[уточнить].
Дворовые люди или чины двора назначались на административные, судебные и военные должности в Русском государстве. Слово «Двор» имело значение и как собрание лиц, окружающих монарха и монархиню как в их домашней жизни, так и в торжественных случаях, и установилось в этом значении при Иоанне III и называлось полностью «двором государевым».

## История
Дворовые люди — «княж двор», «двор великого князя» и так далее, этих дворовых людей не следует путать со слугами «под дворьским» (дворецким).
В состав «двора» входили: бояре, окольничие, дворецкие, думные дворяне, стольники, чашники, стряпчие, сытники, ключники, конюшие, кравчие, казначеи, спальники, постельничие, ловчие, сокольничие; в древнейшем княжеском дворе были дружинники (отроки, детские, гриди).
Грамота царя Бориса от 1601 года даёт такое перечисление: «Большого Дворца дворовые люди всех чинов: ключники, стряпчие, сытники, подключники; конюшенного приказу приказчики, конюхи, стремянные, стряпчие; ловчего пути охотники и конные псари; сокольничья пути кречетники, сокольники, ястребники, трубники и сурначеи» («Акты Исторические», II, № 20). Дворовые люди при отсутствии строгих разграничений в государственном строе древней Руси не были исключительно придворными или управляющими частными делами великого князя московского и царя Руси; они исполняли разного рода административные, судебные и военные должности (см. Дворянство в России). Бояре, окольничие, дворяне думные — составляли первый класс, стольники, стряпчие, дворяне московские, жильцы — второй класс служилых людей. Из отдельных лиц этих двух чинов составлялся собственно двор государя, царя и великого князя московского и всея Руси, члены которого и были дворовые люди в узком смысле слова. О дальнейших видоизменениях царского и императорского двора см. Придворные чины Русского царства.
Все бояре, окольничие и думные люди обязаны были являться во царский дворец рано утром и после обеда в вечерню, собираясь в передней, где ждали выхода царя. После приёма бояр царь шёл к обедне, в сопровождении приехавших сановников, и после обедни начиналось «сиденье с бояры» (заседания царской думы).